# Meniscium falcatum
Meniscium falcatum är en kärrbräkenväxtart som beskrevs av Frederik Michael Liebmann. Meniscium falcatum ingår i släktet Meniscium och familjen Thelypteridaceae. Inga underarter finns listade.